# Artavia
Artavia (Artabia en euskera) es un concejo español del municipio de Allín, perteneciente a la Comunidad Foral de Navarra.

## Historia
Hacia mediados del siglo XIX, el lugar, ya por entonces perteneciente a Allín, tenía contabilizada una población de 142 habitantes. Aparece descrito en el segundo volumen del Diccionario geográfico-estadístico-histórico de España y sus posesiones de Ultramar de Pascual Madoz con las siguientes palabras:

ARTAVIA: l. del valle y ayunt. de Allin, en la prov., aud. terr. y c. g. de Navarra, merind. y part. jud. de Estella (1 1/2 leg.), dióc. de Pamplona (7), arciprestazgo de Yerri: sit. en un llano al pie de la sierra llamada Santiago de Loquiz; lo combaten principalmente los vientos del N., y goza de clima muy saludable. Tiene 28 casas, la municipal ó en la que se celebran las juntas populares, 1 taberna, igl. parr. bajo la advocacion de San Estéban, servida por 1 cura párroco con título de abad, y 1 ermita que nada de particular ofrece. Confina el térm. por N. con el de Barindano (1 1/4 leg.), por E. con el de Echavarri (1/2), por S. con el de Amillano (1/4), y por O. con el de Galdeano (igual dist.). Le cruza el r. Urederra, cuyas aguas de buena calidad aprovechan los vec. para consumo en sus casas, riego de algunos trozos de tierra, y para dar impulso á 1 molino harinero, que correponde tambien á otros pueblos: el terreno participa de monte y llano; abraza 1,600 robadas, de las cuales se cultivan 750, y de estas son 350 de primera clase, 250 de segunda y 150 de tercera, y redituan comunmente 3 por 1 de sembradura; tambien hay 26 robadas de viña con algunos olivos; las labores se hacen con bueyes y mulas en la tierra destinada á granos y con azada en la plantada de viñas. La parte inculta que asciende á 850 robadas, es montuosa pendiente, y se halla cubierta de bosques y fragosa maleza, donde crecen buenos pastos para toda clase de ganados: prod. trigo, cebada, maiz, vino, aceite, lino, cáñamo, legumbres y hortalizas; cria ganado vacuno, mular, lanar y cabrio; hay caza de liebres, conejos y perdices con bastantes animales dañinos; y pesca de anguilas, truchas y otros peces menudos en el espresado r.: ind. ademas de la agricultura y molino de que se ha hecho mérito, se dedican los hab., con particularidad las mujeres, á la hilaza y tejido de lienzos caseros: pobl. 28 vec., 142 alm. contr. con el valle.
(Madoz, 1845, p. 600)

## Demografía
En 2023, la entidad singular de población tenía empadronados 135 habitantes y el núcleo de población, 133.
| Evolución Demográfica | Evolución Demográfica | Evolución Demográfica | Evolución Demográfica | Evolución Demográfica | Evolución Demográfica | Evolución Demográfica | Evolución Demográfica | Evolución Demográfica | Evolución Demográfica | Evolución Demográfica |
| 1996                  | 1998                  | 1999                  | 2000                  | 2001                  | 2002                  | 2003                  | 2004                  | 2005                  | 2010                  | 2018                  |
| --------------------- | --------------------- | --------------------- | --------------------- | --------------------- | --------------------- | --------------------- | --------------------- | --------------------- | --------------------- | --------------------- |
| 120                   | 61                    | 74                    | 76                    | 74                    | 79                    | 81                    | 77                    | 126                   | 122                   | 119                   |
| [ 4 ] [ 5 ]           |                       |                       |                       |                       |                       |                       |                       |                       |                       |                       |

## Patrimonio
Hay en el lugar una iglesia de San Esteban.